# Scogliere di Dover

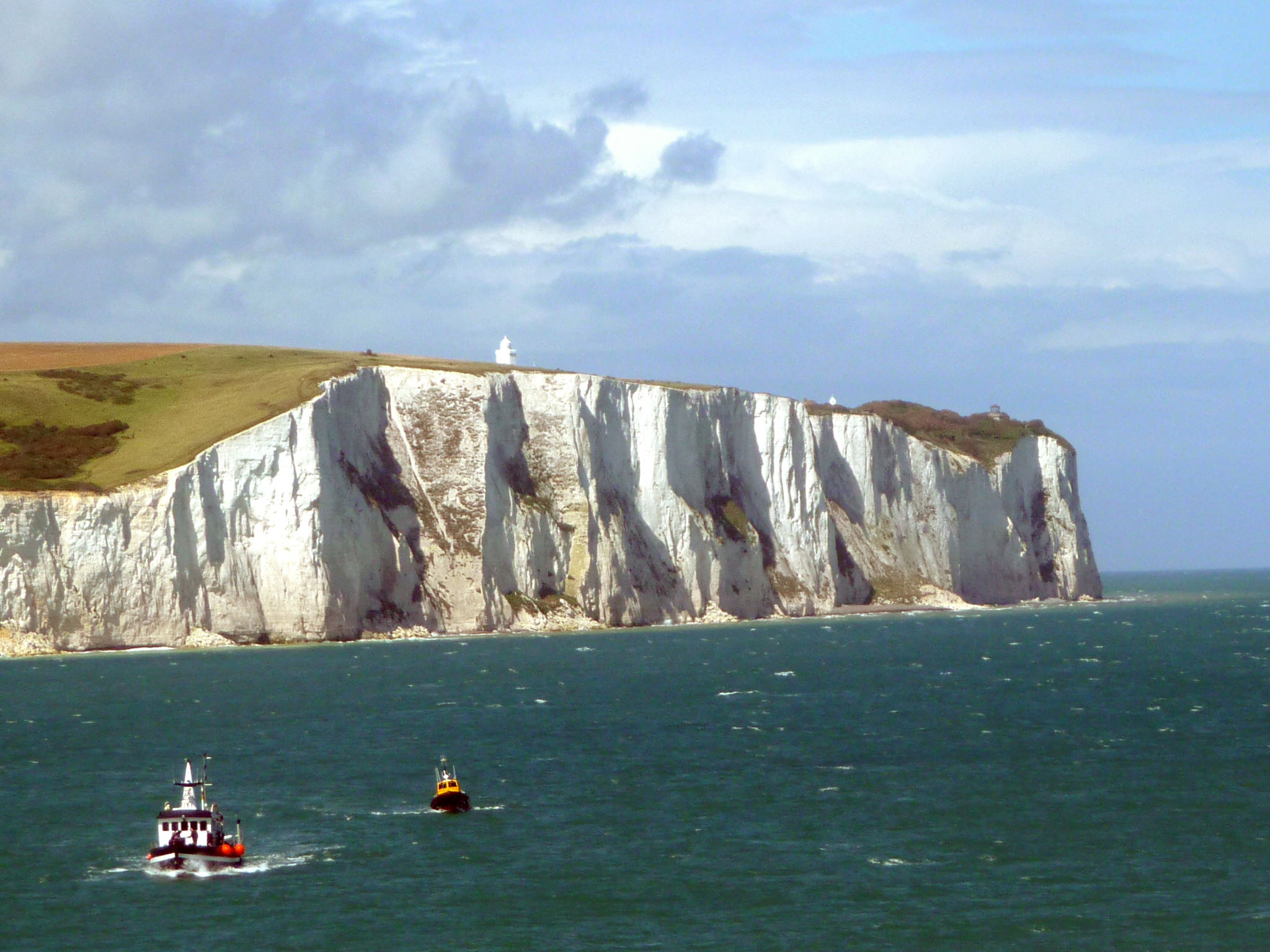
Le bianche scogliere di Dover

Le bianche scogliere di Dover (in inglese White Cliffs of Dover), immortalate da poeti e cantanti, sono scogliere che si affacciano sul canale della Manica, sulla costa inglese.
Il punto più stretto del canale si trova a South Foreland a 6 chilometri da Dover nella contea del Kent, in Inghilterra, mentre sul continente la località dirimpettaia è Cap Gris-Nez, un capo vicino a Calais, in Francia. Fra questi due punti la distanza fra l'Europa e l'Inghilterra è minima: soli 33 chilometri. La Manica collega il Mare del Nord all'Oceano Atlantico. Nelle giornate limpide è possibile vedere da una parte all'altra del Canale ad occhio nudo.
Il loro colore bianco può essere stato all'origine del nome Albion (da cui Albione) con cui era nota l'Inghilterra dagli antichi romani.

## Descrizione

### Traffico marittimo

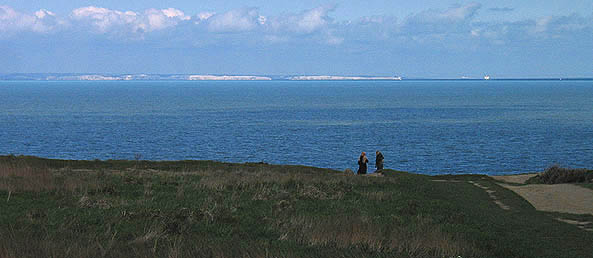
Le scogliere di Dover viste dalla Francia

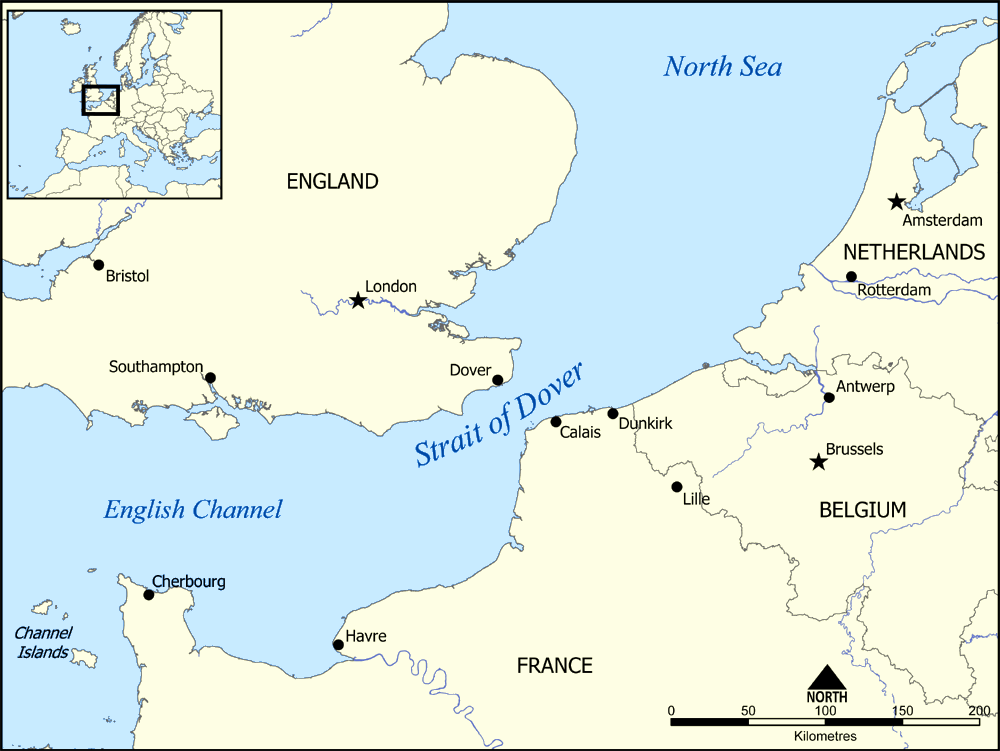
Mappa del Canale della Manica

Un enorme numero di navi mercantili attraversa il canale della Manica collegando l'Oceano Atlantico al Mare del Nord e al mar Baltico, evitando la rotta più pericolosa a nord della Gran Bretagna. Il canale è uno dei più trafficati tratti di mare al mondo: oltre 400 mercantili al giorno. Ciò comporta una stretta sorveglianza, 24 ore su 24, da parte della guardia costiera. Alle navi si aggiungono i traghetti che fanno la spola fra Dover e Calais.
Fino all'apertura del tunnel della Manica nel 1990, il traffico era molto più intenso, in quanto doveva espletare completamente il trasporto sia di persone che di merci.
Il tunnel corre sotto il canale ad un livello medio di 45 metri sotto il fondo del mare.

### Composizione geologica delle rocce
Si ritiene che il canale della Manica sia stato creato per erosione da parte del mare. In un tempo molto remoto esisteva una immensa foresta fra la sponda dell'isola britannica e il continente. Ne è la dimostrazione la scogliera bianca, identica a quella di Dover, presente vicino a Calais in Francia. La composizione predominante delle coste britannica e francese, oltre che del fondale marino, è di calcare a tessitura molto fine, composto perlopiù da fossili di organismi marini unicellulari, i cui maggiori rappresentanti sono i coccolitofori e i foraminiferi. I primi sono alghe unicellulari, i secondi sono amebe marine. Ambedue secernono un guscio calcareo, che ne favorisce il processo di fossilizzazione. La morte e il deposito sui fondali di questi organismi ha permesso nel corso di millenni la formazione di tali scogliere. 
I sedimenti si sono formati durante il Cretaceo, circa 70 milioni di anni fa, quando la Gran Bretagna e gran parte dell'Europa erano sommersi da un grande mare.
Si ipotizza che si siano depositati molto lentamente, probabilmente mezzo millimetro all'anno, equivalente a circa 180 coccoliti (gusci di coccolitofori) messi in fila uno sopra all'altro. In alcune aree si sono depositati fino a 500 metri di sedimenti. Il peso di ulteriori sedimenti accumulatisi in epoche successive ha provocato il consolidamento, per compressione, dei sottostanti depositi di coccolitofori e foraminiferi fossili, formando la roccia calcarea fine bianca e molto friabile che osserviamo oggi. I segni dell'erosione sono ben visibili sia sulle Bianche scogliere di Dover che su quelle di Cap Gris-Nez in Francia.

### Attraversamento inusuale
Normalmente il mezzo più sicuro per attraversare il canale è a bordo di un'imbarcazione, ma molti cercano di attraversarlo con mezzi fra i più strani o a nuoto per stabilire qualche record. Solitamente si parte dalla costa britannica in quanto la legge francese è molto severa contro chi effettua tali tentativi.

## Riferimenti nella cultura di massa

### Cinema
- Le bianche scogliere di Dover

### Musica
- Cliffs of Dover di Eric Johnson
- Clover Over Dover dei Blur
- Le scogliere di Dover di Alice